# 建平県
建平県（けんぺい-けん）は中華人民共和国遼寧省朝陽市に位置する県。

## 歴史
1903年（光緒29年）、清朝により設置された。

## 行政区画
7街道弁事処、17鎮、6郷、1ウンドゥストゥヌ・シャン（民族郷）を管轄する。
- 街道弁事所：葉柏寿街道、紅山街道、鉄南街道、万寿街道、富山街道、新城街道、東城街道
- 鎮：朱碌科鎮、建平鎮、黒水鎮、喀喇沁鎮、北二十家子鎮、沙海鎮、哈拉道口鎮、楡樹林子鎮、老官地鎮、深井鎮、奎徳素鎮、小塘鎮、馬場鎮、昌隆鎮、張家営子鎮、青峰山鎮、太平荘鎮
- 郷：青松嶺郷、楊樹嶺郷、羅福溝郷、焼鍋営子郷、白山郷、義成功郷
- ウンドゥストゥヌ・シャン（民族郷）：ゴラブ・ゲル・モンゴル・ウンドゥストゥヌ・シャン（三家蒙古族郷）

## 交通

### 鉄道
- 中国国家鉄路集団
  - 建平駅：喀赤高速鉄道（中国語版）
  - 葉柏寿駅：錦承線、葉赤線の接続駅

### 道路
- 高速道路
  -  丹錫高速道路
  -  長深高速道路
- 国道
  -  G101国道

## 観光地
- 牛河梁遺跡